# العلاقات السورية السويسرية
العلاقات السورية السويسرية هي العلاقات الثنائية التي تجمع بين سوريا وسويسرا.

## مقارنة بين البلدين
هذه مقارنة عامة ومرجعية للدولتين:
| وجه المقارنة                                              | سوريا                    | سويسرا                                                                                          |
| --------------------------------------------------------- | ------------------------ | ----------------------------------------------------------------------------------------------- |
| المساحة (كم2)                                             | 185.18 ألف               | 41.28 ألف                                                                                       |
| عدد السكان (نسمة)                                         | 18.27 مليون              | 8.21 مليون                                                                                      |
| الكثافة السكانية (ن./كم²)                                 | 98.66                    | 198.89                                                                                          |
| العاصمة                                                   | دمشق                     | برن                                                                                             |
| اللغة الرسمية                                             | اللغة العربية            | اللغة الألمانية، اللغة الإيطالية، اللغة الفرنسية، اللغة الرومانشية، الألمانية السويسرية الموحدة |
| العملة                                                    | ليرة سورية               | فرنك سويسري                                                                                     |
| الناتج المحلي الإجمالي (بليون دولار)                      | 60.20 مليار              | 678.89 مليار                                                                                    |
| الناتج المحلي الإجمالي (تعادل القوة الشرائية) بليون دولار |                          | 518.07 مليار                                                                                    |
| الناتج المحلي الإجمالي الاسمي للفرد دولار أمريكي          |                          | 80.94 ألف                                                                                       |
| الناتج المحلي الإجمالي للفرد دولار أمريكي                 |                          | 59.54 ألف                                                                                       |
| مؤشر التنمية البشرية                                      | 0.594                    | 0.930                                                                                           |
| رمز المكالمات الدولي                                      | +963                     | +41                                                                                             |
| رمز الإنترنت                                              | .sy                      | .ch، .swiss ‏                                                                                    |
| المنطقة الزمنية                                           | ت ع م+02:00، ت ع م+03:00 | توقيت وسط أوروبا، ت ع م+01:00، ت ع م+02:00، أوروبا/زيورخ ‏                                       |

## منظمات دولية مشتركة
يشترك البلدان في عضوية مجموعة من المنظمات الدولية، منها:
| علم المنظمة | اسم المنظمة                               | تاريخ انضمام سوريا | تاريخ انضمام سويسرا |
| ----------- | ----------------------------------------- | ------------------ | ------------------- |
|             | مؤسسة التمويل الدولية                     | 28 يونيو 1962      | 29 مايو 1992        |
|             | منظمة حظر الأسلحة الكيميائية              | ?                  | ?                   |
|             | يونسكو                                    | 16 نوفمبر 1946     | 28 يناير 1949       |
|             | الاتحاد الدولي للاتصالات                  | 12 يناير 1924      | 1866                |
|             | الأمم المتحدة                             | 24 أكتوبر 1945     | 10 سبتمبر 2002      |
|             | منظمة الشرطة الجنائية الدولية             | ?                  | ?                   |
|             | البنك الدولي للإنشاء والتعمير             | 10 أبريل 1947      | 29 مايو 1992        |
|             | الاتحاد البريدي العالمي                   | ?                  | ?                   |
|             | مؤسسة التنمية الدولية                     | 28 يونيو 1962      | 29 مايو 1992        |
|             | المركز الدولي لتسوية المنازعات الاستشارية | 24 فبراير 2006     | 14 يونيو 1968       |
|             | وكالة ضمان الاستثمار متعدد الأطراف        | 14 مايو 2002       | 12 أبريل 1988       |

## أعلام
هذه قائمة لبعض الشخصيات التي تربطها علاقات بالبلدين:
- خالد العظم (سياسي سوري، 1903[22][23][24] – 18 نوفمبر 1965[23])

## وصلات خارجية
- موقع وزارة الخارجية السويسرية